# BR-471
De BR-471 is een federale weg in de deelstaat Rio Grande do Sul in het zuiden van Brazilië. De weg is een verbindingsweg tussen Soledade en Chuí.
De weg heeft een lengte van 692 kilometer.

## Aansluitende wegen
- BR-153 en RS-332 bij Soledade
- RS-422
- BR-153 bij Herveiras
- BR-287 en RS-409 bij Santa Cruz do Sul
- RS-412
- RS-403 bij Rio Pardo
- BR-290 bij Pantano Grande
- RS-350 bij Encruzilhada do Sul
- BR-392
- BR-392 en RS-265 bij Canguçu
- BR-116 en BR-293 bij Pelotas
- BR-392 bij Rio Grande
- BR-473
- RS-699 en Route 9 (Uruguay) bij Chuí

## Plaatsen
Langs de route liggen de volgende plaatsen:
- Soledade
- Barros Cassal
- Herveiras
- Sinimbu
- Santa Cruz do Sul
- Rio Pardo
- Pantano Grande
- Encruzilhada do Sul
- Canguçu
- Pelotas
- Rio Grande
- Santa Vitória do Palmar
- Chuí